# Heinrich Schneider (Politiker, 1885)
Heinrich Schneider (* 6. Juni 1885 in Siegburg; † nach 1964) war deutscher Politiker und Landrat des Landkreises Usingen.
Heinrich Schneider war Verwaltungsbeamter in Usingen. 1916 wurde er Kreisausschuss-Sekretär, 1932 -Inspektor und 1934 Kreisrechnungsrevisor. Nach dem Zweiten Weltkrieg ernannte ihn die amerikanische Besatzungsmacht zum Landrat des Kreises Usingen. Nach den Kommunalwahlen in Hessen 1946 wurde Heinrich Müller durch den Kreistag zum Landrat gewählt, und Schneider schied aus dem Amt aus.
In den 1960er Jahren lebte Schneider in Schmitten im Taunus.